# Savignano sul Rubicone
Savignano sul Rubicone este o comună din provincia Forlì-Cesena, Italia. În 2011 avea o populație de 17523 de locuitori.

## Demografie
Savignano sul Rubicone - evoluția demografică

|  | Graficele sunt indisponibile din cauza unor probleme tehnice. Mai multe informații se găsesc la Phabricator și la wiki-ul MediaWiki. |

Date: Recensăminte sau birourile de statistică - grafică realizată de Wikipedia